# Carl Hooper
Carl Llewelyn Hooper (nacido el 15 de diciembre de 1966) es un exjugador de críquet de las Indias Occidentales que también fue capitán. Hooper tiene el galardón de ser el primer jugador de cricket en el mundo en haber anotado 5,000 carreras, tomado 100 wickets, realizado 100 recepciones y recibido 100 caps tanto en One Day International como en Test Cricket, una hazaña solo igualada desde entonces por Jacques Henry Kallis. Es uno de los tres únicos jugadores que ha marcado siglos contra 18 equipos de condados ingleses diferentes.

## Carrera profesional
Hooper jugó para las Indias Occidentales entre 1987 y 2003, era uno de los favoritos entre los aficionados del Caribe. Jugó 102 partidos de Test Cricket y 227 One Day International para las Indias Occidentales antes de retirarse del escenario internacional después de la Copa del Mundo de 2003 en Sudáfrica. En 2011, Hooper fue nombrado entrenador de bateo del Centro de alto rendimiento de Sagicor para preparar el grupo de talentos de los jóvenes bateadores de las Indias Occidentales.